# Mandleshwar
Mandleshwar è una suddivisione dell'India, classificata come nagar panchayat, di 11.345 abitanti, situata nel distretto di Khargone, nello stato federato del Madhya Pradesh. In base al numero di abitanti la città rientra nella classe IV (da 10.000 a 19.999 persone).

## Geografia fisica
La città è situata a 22° 10' 60 N e 75° 40' 0 E e ha un'altitudine di 152 m s.l.m..

## Società

### Evoluzione demografica
Al censimento del 2001 la popolazione di Mandleshwar assommava a 11.345 persone, delle quali 5.828 maschi e 5.517 femmine. I bambini di età inferiore o uguale ai sei anni assommavano a 1.595, dei quali 814 maschi e 781 femmine. Infine, coloro che erano in grado di saper almeno leggere e scrivere erano 7.711, dei quali 4.443 maschi e 3.268 femmine.